# Alberto Gallego Laencuentra
Alberto Gallego Laencuentra (nascut el 16 de març de 1974) és un futbolista català retirat que va jugar de migcampista, i posteriorment ha fet d'entrenador de futbol.
Gallego també va ser cantant, i va tocar amb el nom de Lanco.

## Carrera
Nascut a Lleida, Catalunya, Gallego va representar com a jugador el CD Binéfar, l'Alcobendas CF i la UD Benabarre. Després de retirar-se amb aquest últim el 2009, va ser nomenat entrenador, i va ajudar a l'equip a ascendir a la Regional Preferent el 2012.
El desembre de 2012, Gallego va renunciar al seu club per fer-se càrrec del CE EFAC Almacelles de la seva ciutat natal, aconseguint l'ascens a Primera Catalana abans de marxar el 2014. La temporada 2015-16, va treballar a la plantilla del Rayo Vallecano mentre dirigia el seu equip Juvenil.
El 2016, Gallego es va traslladar a l'estranger i es va incorporar al Rayo OKC com a director de futbol. El febrer de 2017 es va traslladar al New York Cosmos i va treballar com a subdirector abans de tornar a Catalunya el juny de 2018, després de ser nomenat responsable del CF Pobla de Mafumet de Tercera Divisió.
El 5 de gener de 2020, Gallego va substituir el compatriota Juan Ferrando al capdavant del Volos FC de la Super League Grècia. Va ser acomiadat el 25 de febrer, amb el club seriosament amenaçat amb el descens, i va ser substituït pel seu ajudant Stefanos Xirofotos.
El 24 de juliol de 2020, Gallego va ser nomenat entrenador del CD Ibiza Islas Pitiusas de quarta divisió. El juny de l'any següent, després d'ajudar l'equip en el seu ascens a la nova quarta categoria, Segona Divisió RFEF, va marxar.
El 18 de juny de 2021, Gallego va ser anunciat com a entrenador del Recreativo de Huelva a Tercera Divisió RFEF. Va aconseguir l'ascens amb l'equip després de liderar el seu grup, però va dimitir el 13 d'abril de 2022 al·legant "atacs personals".
El 22 de juny de 2022, Gallego es va fer càrrec del filial de l'Elx CF també a la cinquena divisió. El 5 d'octubre, va esdevenir l'entrenador interí del primer equip, després que Francisco fos acomiadat.

## Carrera musical
Mentre jugava a futbol a Lleida, Gallego també componia cançons i feia classes de guitarra a casa seva. L'any 1994 va cantar al Festival Internacional de la Cançó de Benidorm amb el nom d'Alberto 'Lanco', però més tard va renunciar a una carrera musical per dedicar-se al futbol. No obstant això, després de fracturar-se el nas a Alcobendas, gravaria dos àlbums sota el nom de Lanco, fins a arribar a la final del Festival de la Cançó d'Eurovisió 2005.

### Discografia

#### Àlbums
- Mi Mente (1999, Vamm Records)[cal citació]
- Amanece Pop (2004, O'Clock Music)[cal citació]